# جیانگ رونگ (تیرانداز)
جیانگ رونگ (انگلیسی: Jiang Rong؛ زادهٔ ۱ ژانویهٔ ۱۹۶۱) تیرانداز اهل چین بود. وی در بازی‌های المپیک تابستانی ۱۹۸۴، ۱۹۸۸ و ۱۹۹۲ حضور داشته‌است.